# Thomas Daniel Green
Thomas Daniel Green, kanadski amaterski hokejist, hokejski funkcionar, inženir in geodet, * 1848, Brantford, Ontario, Kanada, † 1935, Rocky Mountain House, Alberta, Kanada.
Bil je Mohavk in verjetno prvi zabeleženi Mohavk, ki je delal kot geodet v Kanadi. Zaradi porekla je doživljal diskriminacijo s strani Kanadske zvezne vlade in je imel hude težave pri iskanju redne zaposlitve.
Rodil se je zunaj indijanskega rezervata Six Nations of the Grand River First Nation in obiskoval redno šolo v Brantfordu. Leta 1876 je maturiral. Da bi dobil dovolj denarja za študij na Univerzi McGill v Montrealu, je poučeval ostale študente. Prvič je omenjen zaradi igranja hokeja na ledu za zmagovalce turnirja Montreal Tournament iz leta 1883, McGill. Na univerzi je namreč študiral inženirstvo. Ko je dokončal študij, se je preselil v Ottawo, kjer je iskal dela pri Kanadski zvezni vladi. 
V Ottawi se je ravno pravi čas pridružil moštvu Ottawa Hockey Club, da je lahko igral v njihovi premierni tekmovalni sezoni 1883/84. Leta 1886 je postal prvi predsednik lige AHAC, ki jo obravnavajo kot prvo organizirano hokejsko ligo. 